# Велика хоральна синагога (Біла Церква)
Білоцерківська Велика хоральна синагога — колишня юдейська культова споруда-синагога в місті Біла Церква. Розташовується на розі вулиць Ярослава Мудрого і Театральної, напроти кінотеатру. Будівля синагоги визнана пам'яткою архітектури і в такому статусі охороняється державою, про ще свідчить охоронна дошка на фасаді будівлі. Станом на 2023 рік тут знаходиться Технолого-економічний коледж БНАУ.

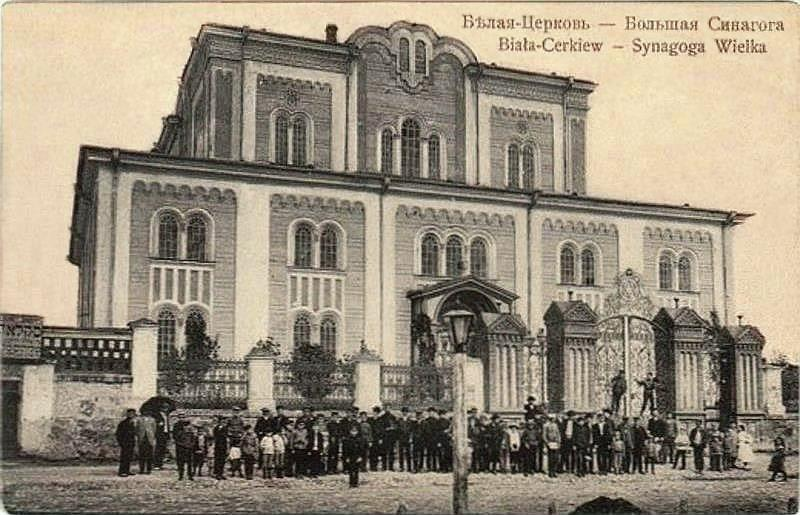
Хоральна синагога (ХІХ ст.)

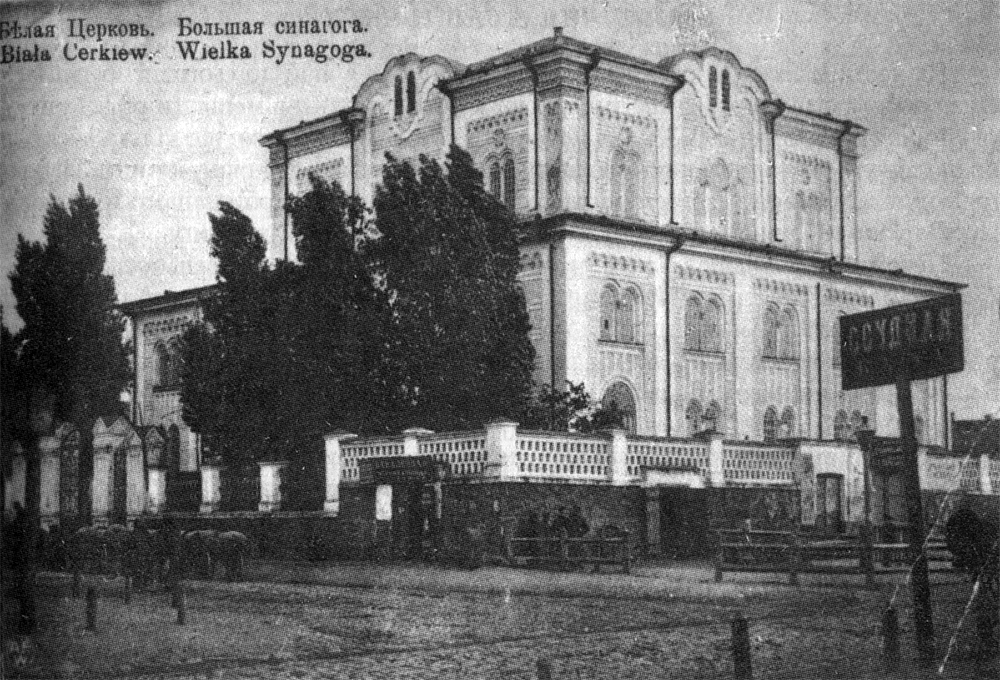
Велика хоральна синагога

З історії Білоцерківської синагоги відомо, що відведення місця для її будівництва відбулося 15 березня 1853 року після тривалого (понад десятиліття) здобування дозволів. Для початку будівництва дуже важливою була допомога графа Владислава-Міхала Браницького. В лютому 1855 року він пожертвував на це будівництво весь необхідний камінь для зведення підмурівку, а також відпустив 170 000 штук цегли з білоцерківських заводів. Умовою був вивіз цегли на підводах коштом єврейської громади.
Кінцевий проект фасаду синагоги був затверджений імператором Александром II 23 жовтня 1855 року. В липні 1858 року два поверхи Білоцерківської синагоги вже були споруджені, а будівництво третього розпочато. Закінчення будівництва мало відбутися наприкінці 1850-х чи на початку 1860-х років. В пізніших описах маємо таку оцінку Білоцерківської синагоги: «Здание синагоги имеет довольно чистый восточный стиль, что является определённой архитектурной ценностью».
Зовнішній вигляд будівлі дійшов до наших часів із значними змінами, а дуже цінний інтер'єр синагоги було цілковито знищено в 1929 році — під час перепланування споруди під семирічну школу. Тоді чимало відомих українських пам'яткоохоронців, зокрема й професор Федір Ернст, зробили все можливе для збереження цінного різьблення — культових конструкцій та речей: «…безперечно чималу художню цінність має високий (на три поверхи) „уренкойдеш“ (вівтар), прекрасної різьби, з традиційними зображеннями, „балемер“ (катедра)… також цікавої роботи, з підписом майстра». Додавалося, що збереженню підлягає також люстра. Проте, як зазначив історик О. Ярмола, міська рада на ці висновки не зважила і того ж року провела перепланування Білоцерківської синагоги «…з такою швидкістю, щоб поставити пам'яткоохоронні органи перед фактом, якого змінити вже було не можливо».
Твердження, що ніби будинок Білоцерківської синагоги був цілковито, до підмурівків знищений під час Другої світової війни, а потім повністю відбудований, є безпідставним. Незважаючи на внутрішнє перепланування та зміни в зовнішньому декорі ця будівля лишається автентичною пам'яткою архітектури середини XIX століття.